# Opevněný kostel

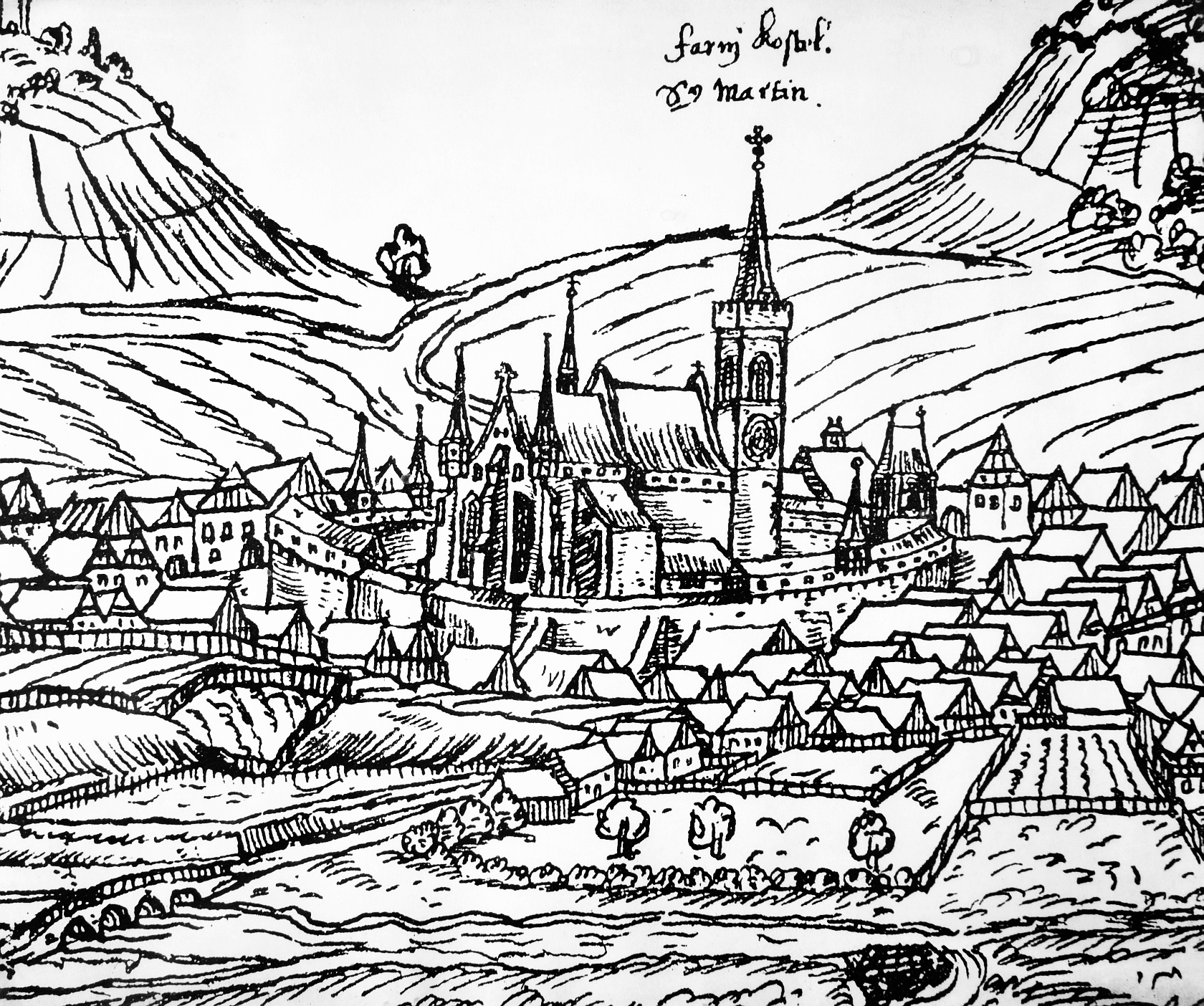
Sedlčany, kostel sv. Martina, v roce 1602

Opevněný kostel (kostelní tvrz) je kostel vybavený pro poskytnutí ochrany vojensky ohroženému civilnímu obyvatelstvu na území chráněném církevním azylem.
Zejména ve středověku docházelo k opevňování kostelů (srovnej kastel) a posvátných okrsků a objektů. Pro ochranu civilního obyvatelstva byly opevňovány nejen kostely a kláštery, ale i hřbitovy. Proto také byly dlouho zakazovány jakékoliv stavební prvky či obranné stavby využitelné k aktivní obraně. Výrazněji se pevnostní prvky staveb (hradby kolem hřbitovů se střílnami, ochozy s cimbuřími, střílny apod.) uplatňují od 14. století. Převážně se kostely vyskytovaly v územně vymezených regionech, zasažených či ohrožených taženími vojsk apod. (na území nynější České republiky zejména pod vlivem tureckého nebezpečí a selských válek v Německu). Na druhé straně byly kostely opevňovány v cílených akcích domobrany, nebo jako strategické opěrné body (ač to bylo stíháno církevními zákazy). Současně ovšem docházelo k užívání pevnostních prvků jako dekorativních doplňků staveb, a to zejména v renesanci (střílny na atice jižní předsíně městského kostela ve Veselí nad Lužnicí).

## Historické zprávy o opevnění a vojenském využití kostelů
- Potvorov

## Typy

### Kostely ve městech a městečkách (farní, klášterní, špitální apod.)

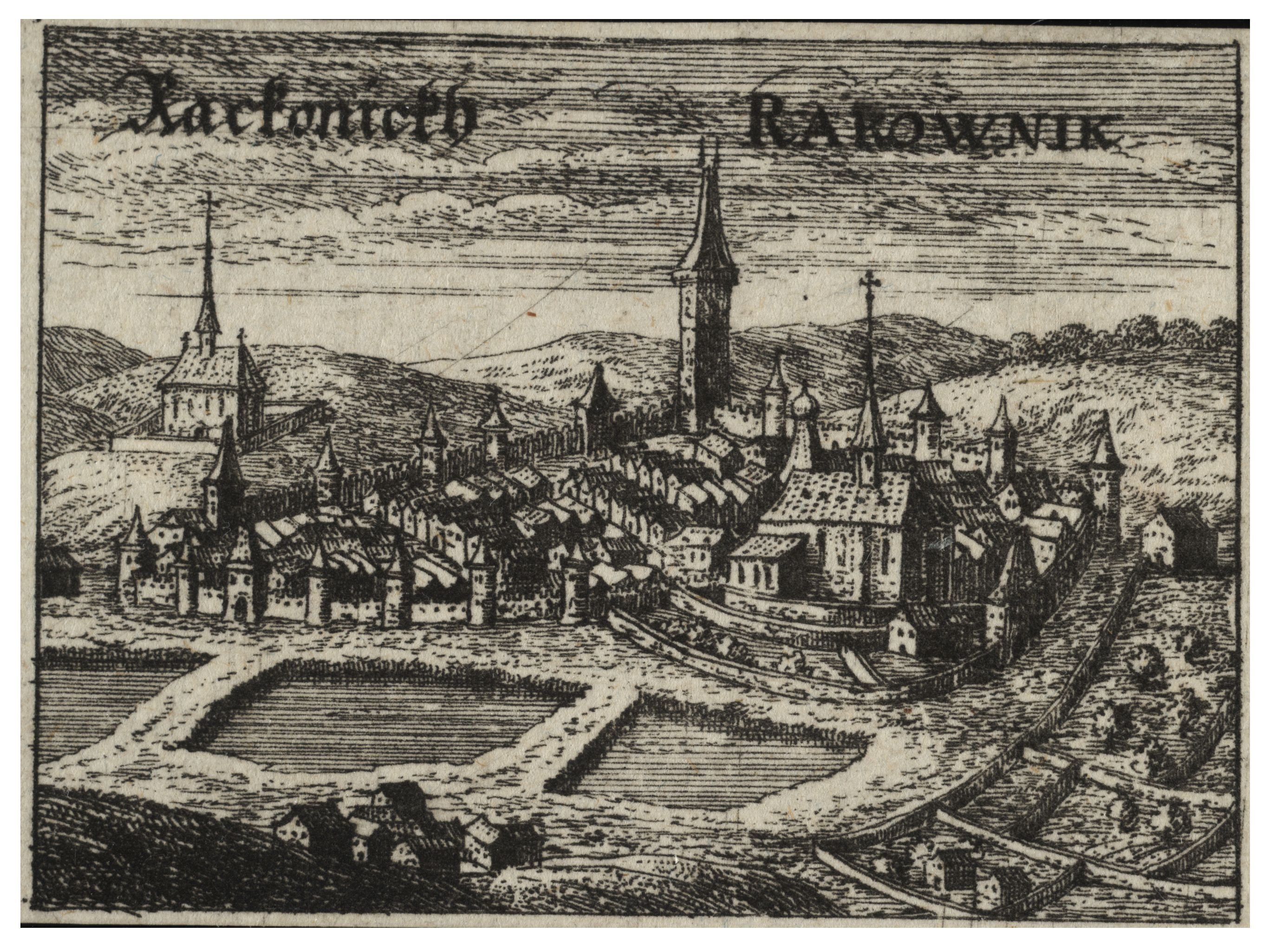
Rakovník, kostel sv. Bartoloměje od jihovýchodu (rytina Václava Hollara asi kolem poloviny 17. století). Podoba města není podána zcela přesně, ale hradba a parkánová zeď hřbitova jsou patrné.

- Rakovník – kostel sv. Bartoloměje. Kolem kostela byl zřejmě již před ohrazením města opevněný hřbitov s příkopem. Nejlépe je zachycen na kresbě Jana Willenberga (1602).
- Sedlčany – kostel sv. Martina. Vysoká hradba kolem hřbitova byla zbořena až v 19. století. Severozápadně od kostela dosud stojí věžová brána hřbitova s vpadlinou pro padací most. Na koruně hradby probíhal hrázděný ochoz s arkýřky. Nad lodí a presbytářem bylo vybudováno obranné patro zřejmě též hrázděné konstrukce, s nárožními arkýřovými vížkami. Podoba opevněného areálu byla dobře zakreslena na počátku 17. století Janem Willenbergem.

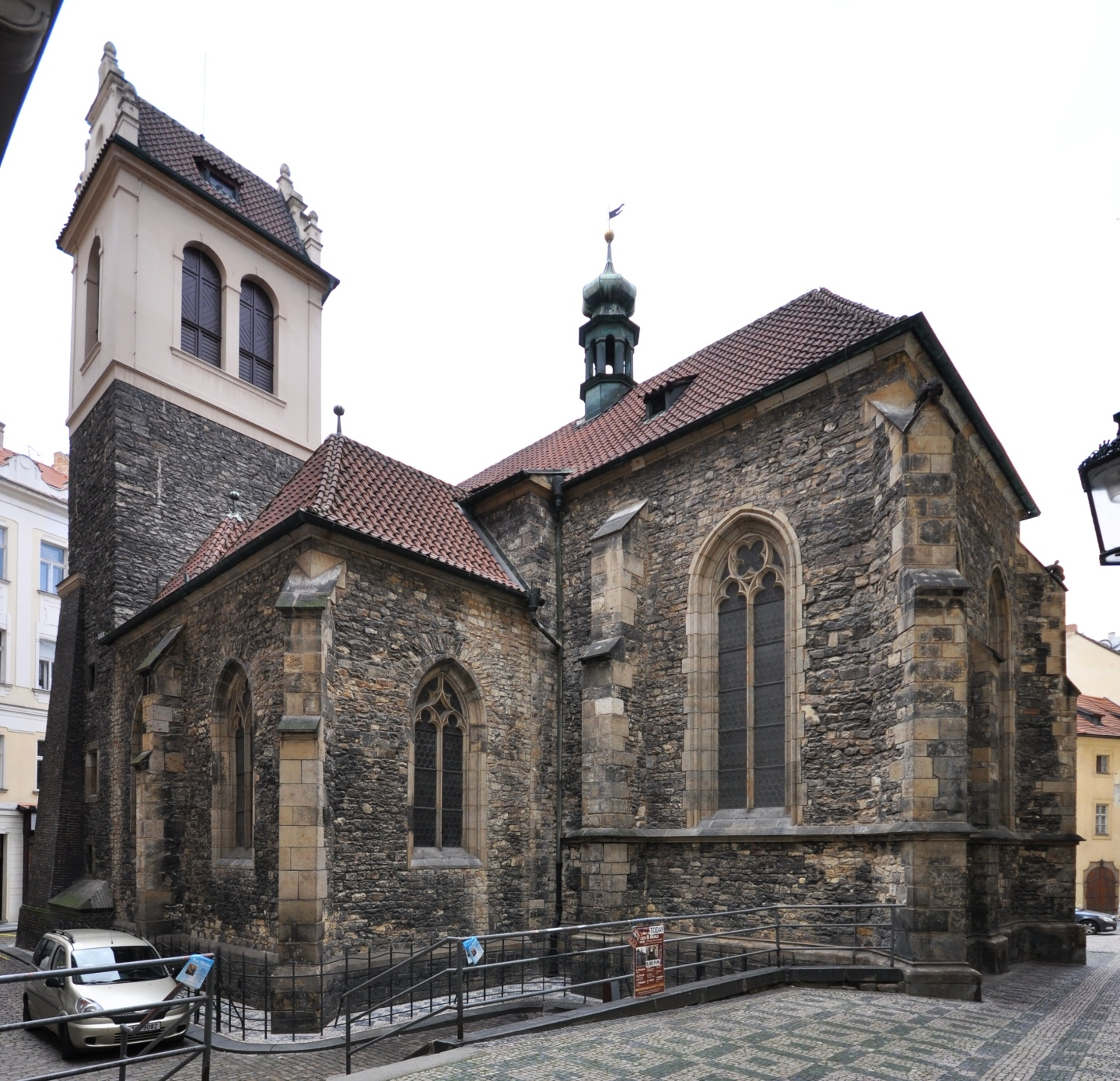
Kostel svatého Martina ve zdi (Praha)

- Praha, kostel sv. Martina ve zdi. Příklad kostela, který se následně stal součástí městského opevnění. Původně samostatný románský kostel s rozsáhlým hřbitovem. Při výstavbě opevnění pražského Starého Města před polovinou 13. století byla jižní stěna pojata do hradby (později od sloučení Starého a Nového Města opět postupně zanikající). Patrně s určitým postupem byla jako součást opevnění postavena i nynější kostelní věž. Pozdně gotická jižní loď vznikla v místě bývalého parkánu.
- Velká Bíteš

### Vesnické kostely
- Kočí (okres Chrudim) – kostel svatého Bartoloměje

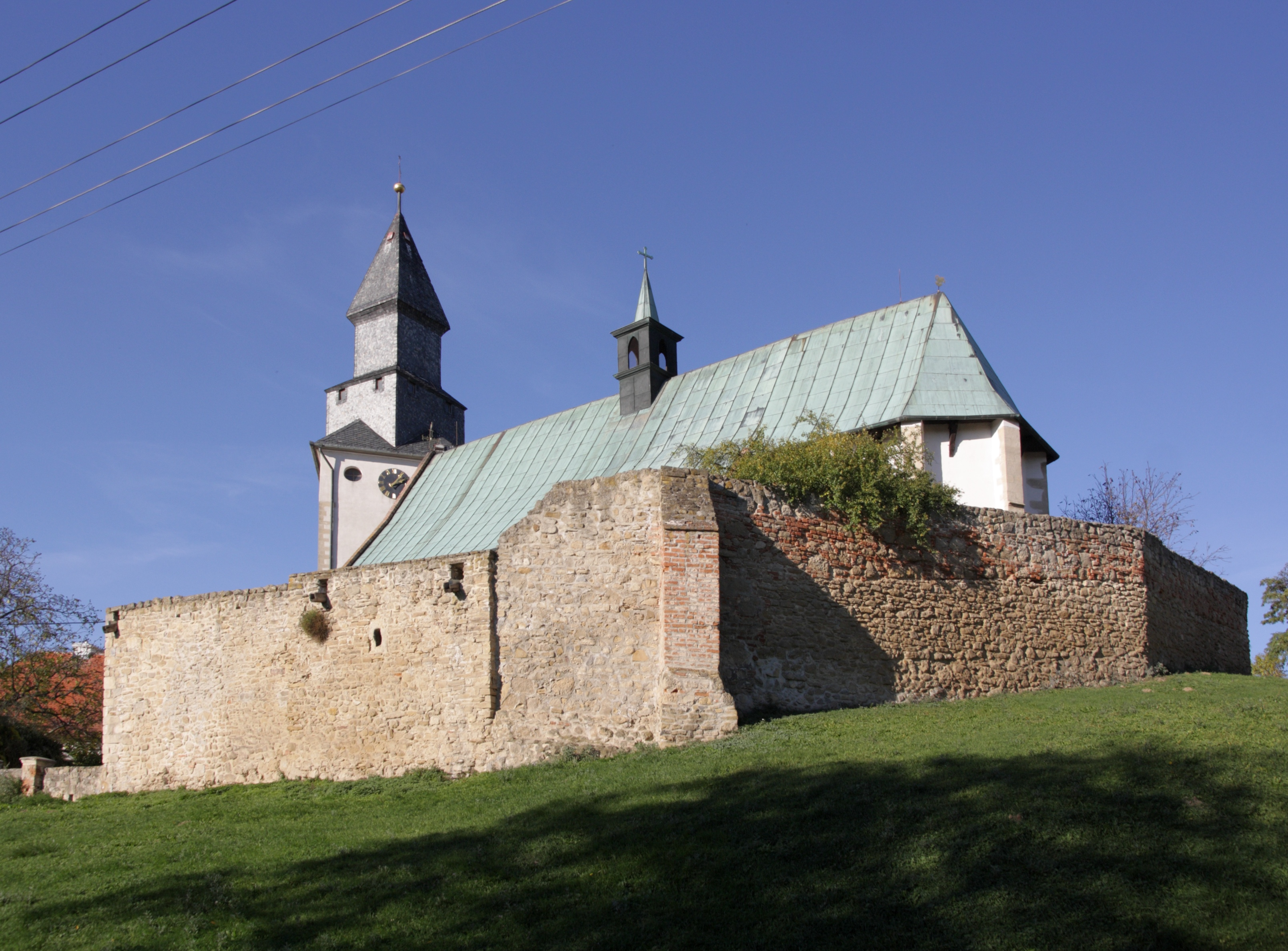
Kostel svatého Jana Křtitele v Kurdějově (okres Břeclav)

- Kostel svatého Jana Křtitele v Kurdějově (okres Břeclav)Kurdějov u Hustopečí – kostel svatého Jana Křtitele. Kostelní věž stojí samostatně osm metrů od kostela. Zachovala se i část hradeb.

### Kláštery
- Kladruby

## Stavební prvky
Stavební prvky opevněných kostelů lze v zásadě rozdělit na prvky pro obranu pasivní, nebo aktivní.
Pasivní obranné prvky
- Situování kostela a areálu na vyvýšeném místě.

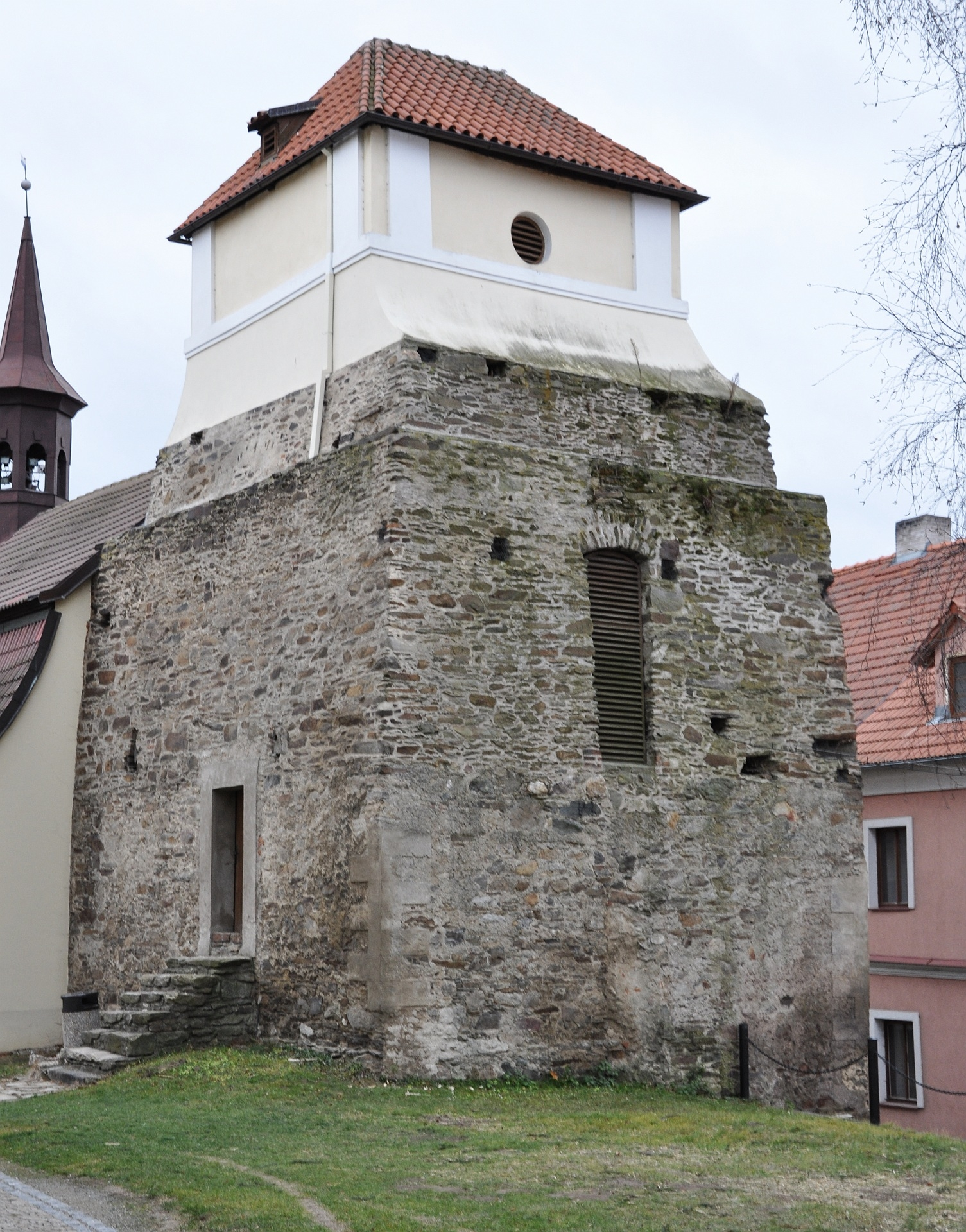
Načeradec, zvonice u kostela. Na pravé, severní straně vstup do patra, původně zřejmě přístupný z ochozu vysoké ohradní zdi hřbitova.

- Příkop, val.
- Ohradní zeď.
- Pevnost zdiva stavby.
- Pevné zajištění vstupu (závory).

Aktivní obranné prvky
- Střílny.
- Střelecké ochozy.
- Bašty.

### Příkopy
Příkopy byly vyhloubeny kolem řady kostelů (např. vodní příkop kolem kostela v Hulíně, dosud zčásti patrný), ale většinou byly od doby barokní postupně zasypány.

#### Vodní příkopy
- Spořice (okres Chomutov) – kostel sv. Bartoloměje. Spořice, kostel s vodním příkopem
- Kněževes (okres Rakovník).

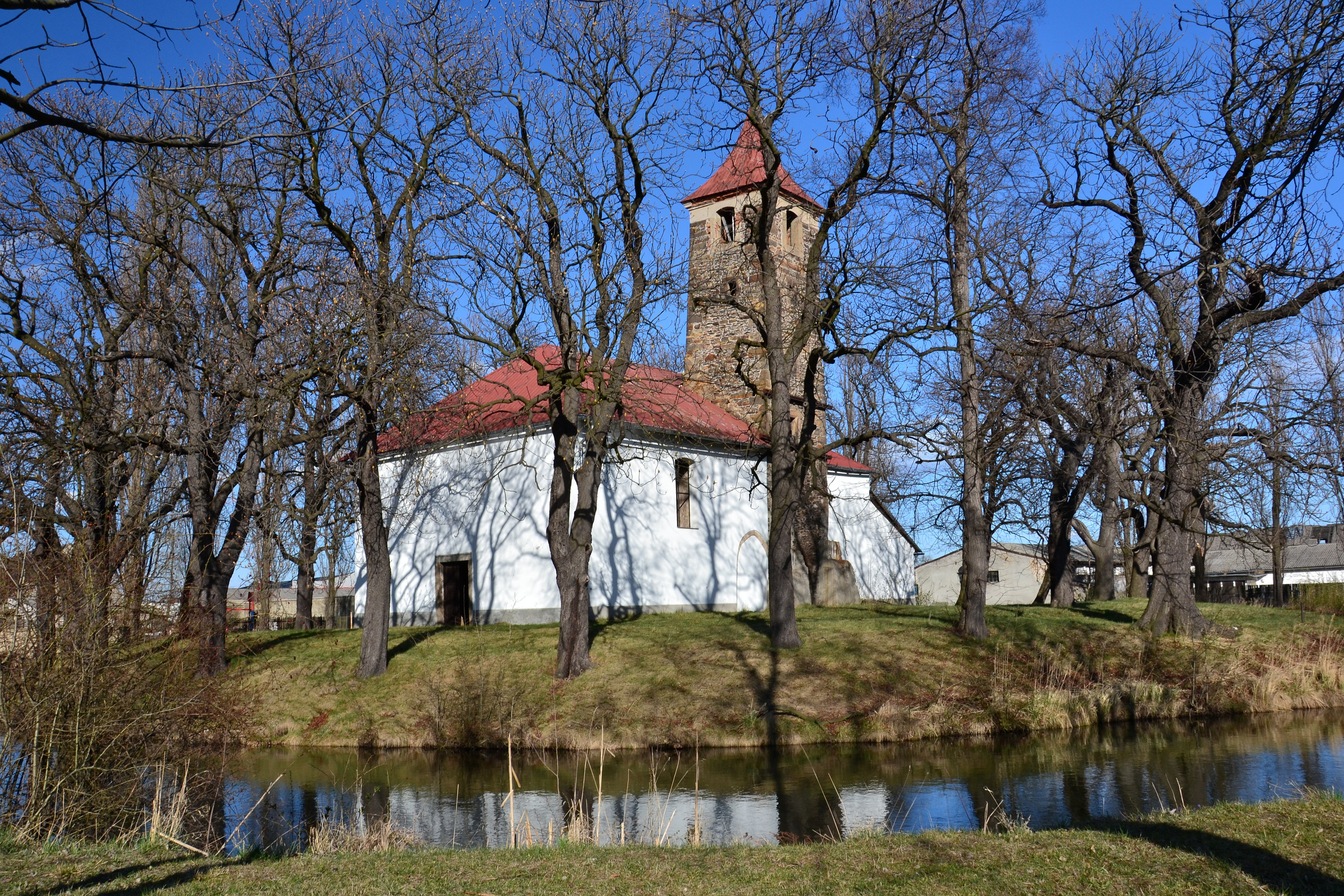
Spořice, kostel s vodním příkopem

- Kočí. Kostel sv. Bartoloměje. Zachována západní část příkopu.

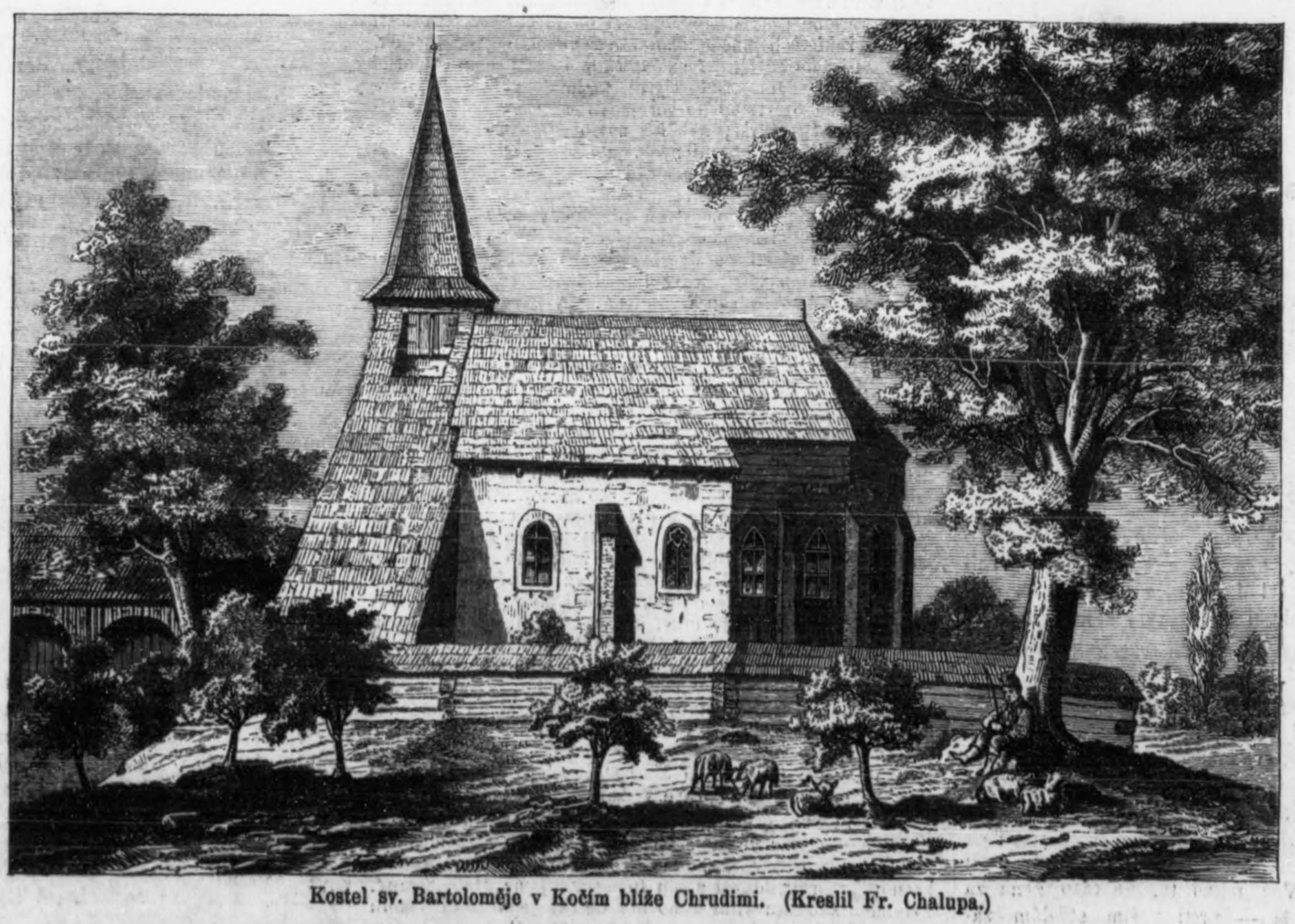
Kočí, kostel sv. Bartoloměje, 1869 Chalupa. Kostel s barokním krytým mostem vedoucím přes částečně dochovaný vodní příkop kolem bývalého hřbitova.

- Holešice (okres Most). Kostel sv. Mikuláše se hřbitovem zanikl v souvislosti s důlní činností.

### Ohradní zdi
Např. úsek hradební zdi s klíčovými střílnami u kostela v Jesenici (okres Rakovník).

### Brány
- Kostel sv. Martina v Sedlčanech (okres Příbram). Zachována je gotická věžová brána s hrotitě zaklenutým vjezdem, později zazděným, umístěným ve vpadlině pro padací most přes zrušený příkop.
- Holešice. Brána zanikla spolu se zrušeným kostelem. Přes vodní příkop vedl před zánikem památky pozdější zděný most, kterým byl nahrazen původní padací.
- Droužkovice (CV). Pozdně gotická brána v ohradní zdi hřbitova. V patrech věže jsou zachovány klíčové střílny s opěrami pro hákovnici.
- Přibyslav. Monumentální pozdně gotická brána je pozůstatkem opevnění kostelního areálu.

### Věže, bašty
- Velká Bíteš.
- Brozany

### Obranná patra
Vyvýšené části staveb samozřejmě byly hůře přístupné, a proto se při opevňování kostelů setkáváme s projevy snahy o lepší zajištění těchto částí staveb např. komplikovaným přístupem nebo prvky aktivní obrany (střílny, střílnová okénka).

#### Bedněná nebo roubená patra
- Lidéřovice, kostel sv. Linharta.

#### Zděná patra
- Strakonice. Hradní kostel sv. Prokopa.

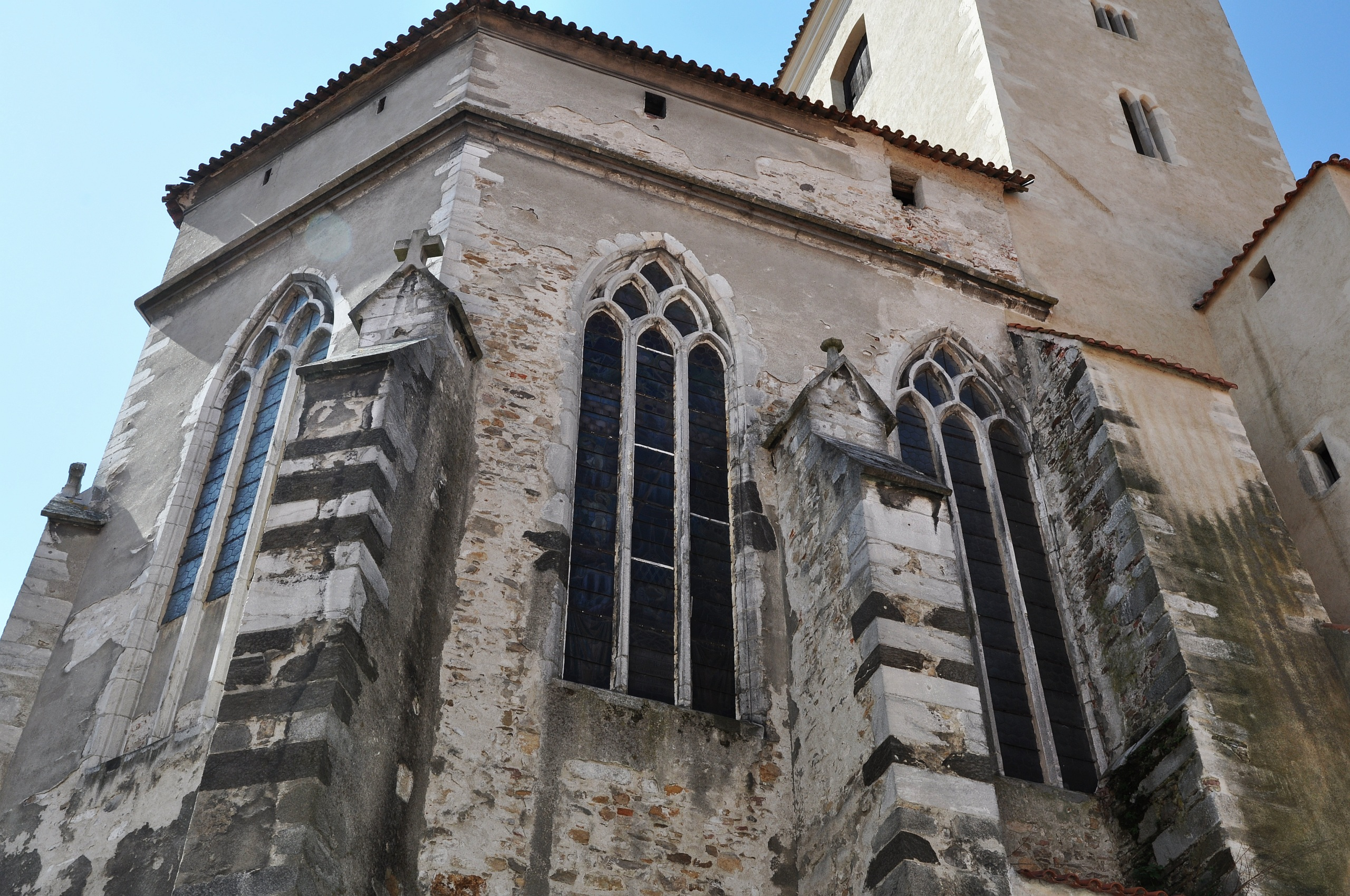
Presbyterium kostela sv. Prokopa ve Strakonicích s pozdně gotickým obranným patrem

- Trhové Sviny. Kostel Nanebevzetí Panny Marie. Patro s klíčovými střílnami je situováno v horní části věže, dodatečně přistavěné k západnímu průčelí kostelní lodi.
- Kralovice.
- Jílové u Prahy.
- Údlice. Pozůstatkem pozdně gotického obranného patra jsou kamenné krakorce na severní straně lodi, patrné v horní části schodišťového přístavku u věže.

### Střílny
Jako střílny reálně využitelné k obraně (tedy nikoliv jen dekorativní či symbolické prvky architektury) lze chápat zejména pozdně gotické klíčové střílny a střílnovité či štěrbinovité otvory s opěrami pro hákovnici na vnitřní straně otvoru. Tyto opěry mají zpravidla formu vodorovného trámku, jehož konce jsou vetknuté do boků vnitřní špalety otvoru.

#### Klíčové střílny
- Damníkov (1. patro zaniklé věže)
- Droužkovice (věž)
- Rychnov, okres Svitavy (ohradní zeď hřbitova)
- Jesenice, okres Rakovník (ohradní zeď hřbitova)
- Křímov (patro lodi)

#### Opěry pro palné zbraně
- Strupčice
- Droužkovice (věž)
- Třebeň (věž)

## Opevněné kostely v českých zemích
Okres Chomutov
- Droužkovice (věžová brána v ohradě hřbitova, v patrech věže střílny s opěrami; nad presbytářem kostela patro, později upravované)
- Spořice (vodní příkop, vstup do věže ve 2. patře)
- Strupčice (vstup do věže v 1. patře; ve věži střílny s opěrami)

## Opevněné kostely v Evropě

### Francie

#### Jižní Francie
- Royat
- Saint-Amand-de-Coly
- Agde

### Chorvatsko

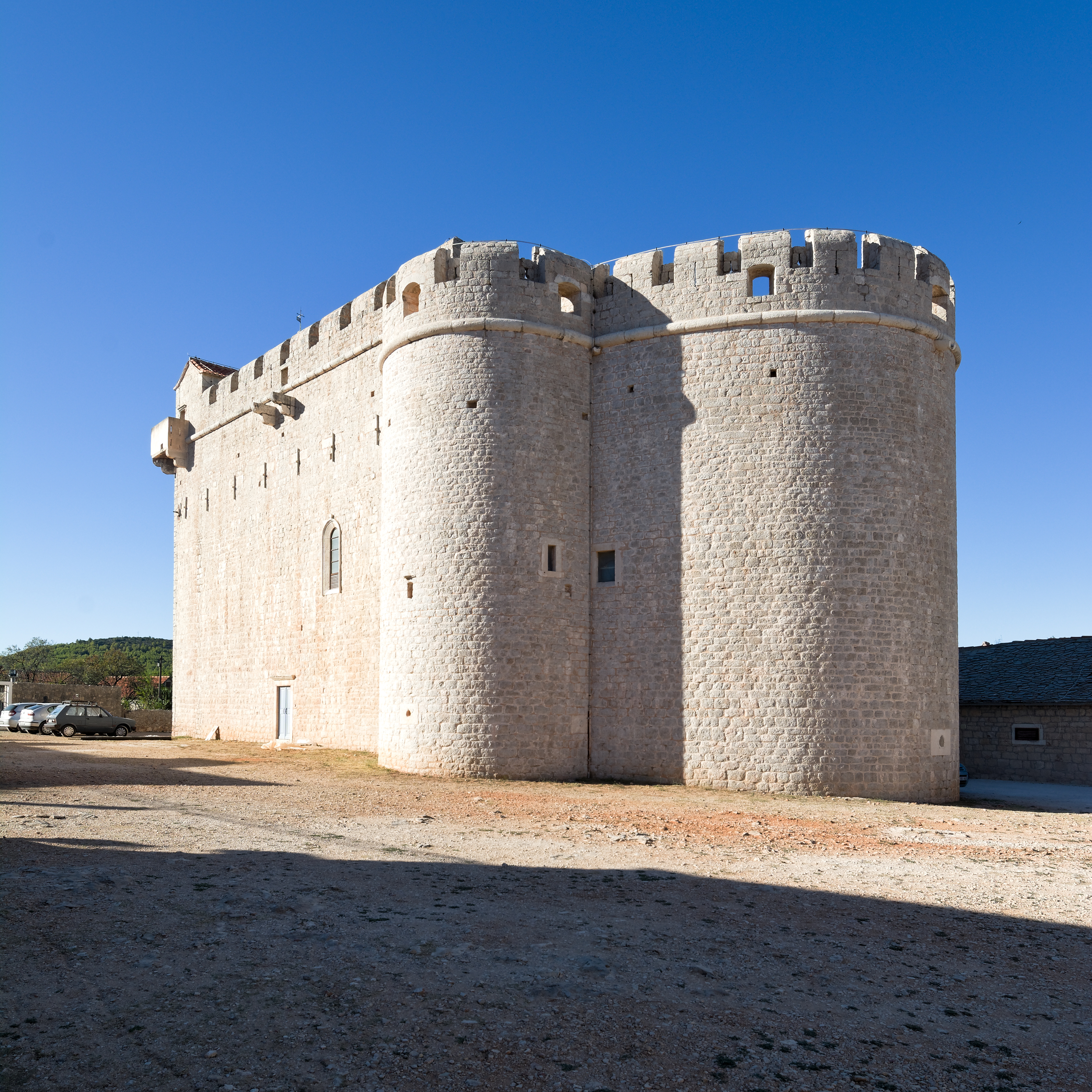
Opevněný kostel Milosrdné Panny Marie ve Vrbosce, ostrov Hvar, Chorvatsko.

- Opevněný kostel Milosrdné Panny Marie ve Vrbosce

### Rumunsko
Opevněné kostely, převážně v Sedmihradsku, stavěli němečtí přistěhovalci (převážně z Porýní, ale označovaní nepřesně jako Sasové). Ti do Sedmihradska přicházeli již od 40. let 12. stol. v rámci kolonizace řídce osídleného území na východních hranicích Uherského království. Zde měli vytvořit nárazníkové pásmo proti nájezdům Kumánů a dalších kočovných kmenů z východu. Němci byli do oblasti zvání pro své zkušenosti s vyspělejšími formami zemědělství a řemeslny, zejména pro své zkušenosti s těžbou a zpracováním kovů.
Schéma opevněného kostela bývalo podobné: nevelký chrám, obydlí kněze a několik hospodářských a technických staveb v těsném sousedství. Vše obehnáno jednoduchou hradbou s věžemi a s mohutnou branou v podobě dvoupatrové budovy. Ta mívala v horním patře kapli, zasvěcenou obvykle sv. Michaelovi.
- Transylvánie

### Španělsko

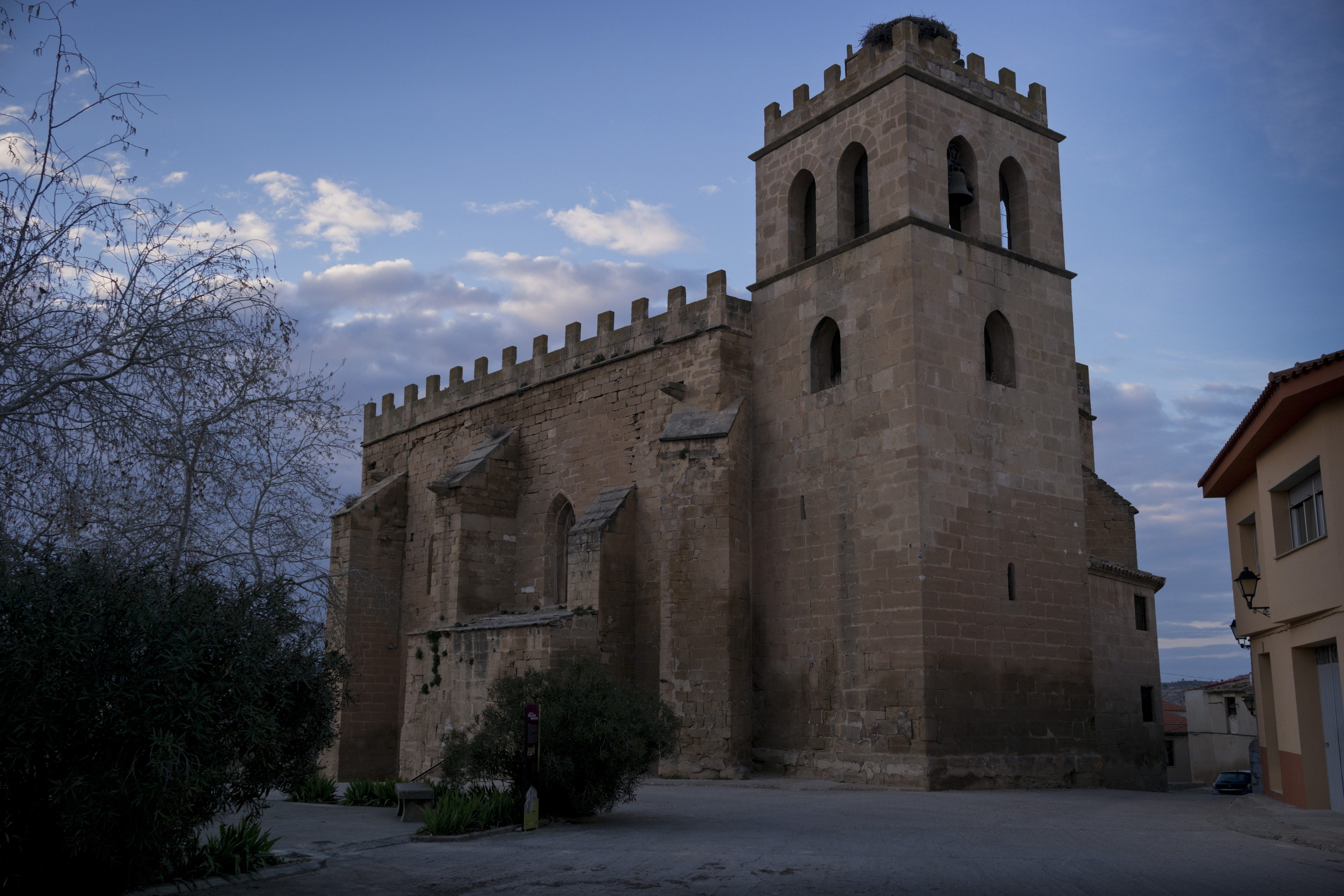
Opevněný kostel San Juan Bautista de Fabara

Informace o španělských opevněných kostelech nejsou zatím obecně příliš známé. Nejsou komentovány ani v syntetických přehledech tématu. Dozvíme se o nich v soupisech památek, v turistických průvodcích, ale také v monografických studiích či vědeckých pracích (mnoho informací není k dispozici ani ve španělské verzi Wikipedie). Přesto jsou jich zachovány stovky. K opevňování docházelo především od 14. století do 16. století, ale existují i příklady obranných prvků staveb z doby barokní. Příčiny je třeba samozřejmě hledat v dlouhotrvajících válkách a nedůvěře církve i obyvatelstva ve schopnost či zájem vládnoucích vrstev udržet mírový stav. Na druhé straně je velmi pravděpodobné, že kostely jako robustní budovy byly opevňovány v rámci posilování zemské domobrany.
Nejtypičtějším znakem opevněných kostelů ve Španělsku jsou ochozy s cimbuřím nebo patra s rozměrnějšími podstřešními okénky. Ochozy s cimbuřími zřizované na hranách plochých střech kostelů či věží byly v řadě případů později zakryty střechou.

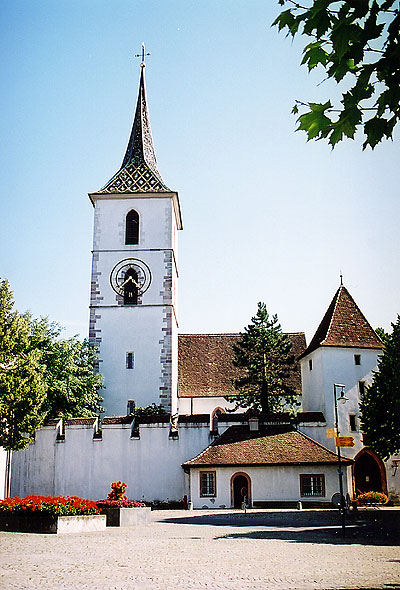
Opevněný kostel sv. Arbogasta v Muttenzi u Basileje

### Švýcarsko
- Opevněný kostel sv. Arbogasta (Muttenz) u Basileje (Kanton Basilej-venkov)

### Portugalsko

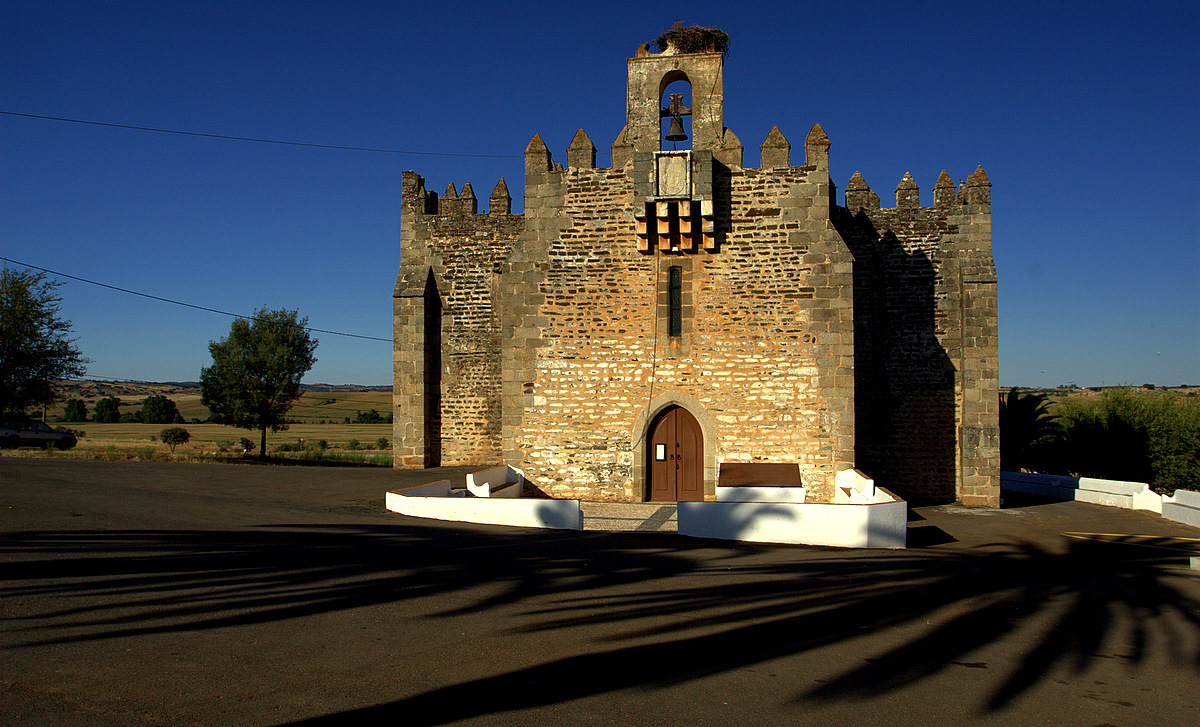
Opevněný kostel Panny Marie, Boa Nova, Terena u Alandroalu

Opevněné kostely v Portugalsku jsou v základním přehledu obvykle krátce zmiňovány v odborných publikacích o portugalské gotice či v monografiích věnovaným hradům a palácům. V nich jsou popsány především nejznámější příklady opevněných chrámů společně s charakteristickými znaky portugalského opevněného kostela. Další příklady je možné objevit ve studiích o konkrétních objektech, v soupisech památek nebo lze usuzovat na obrannou funkci při zhodnocení dobových událostí a stavebního vývoje kostela v komparaci s dobovými vyobrazeními.
Po skončení reconquisty portugalské části Pyrenejského poloostrova (1249) byly opevněné kostely budovány především rytířskými řády zejména v pohraničních oblastech s Kastilií. Obranná a ochranná funkce objektu však byla zahrnuta i do přestavby některých katedrál. Opevněné gotické kostely se v Portugalsku stavěly až do druhé poloviny 15. století. Poté došlo k uklidnění politických vztahů s katolickými Veličenstvy také kvůli rodinným vazbám krále Manuela, proto v manuelské architektuře postrádaly nově zakládané kostely tuto funkci.

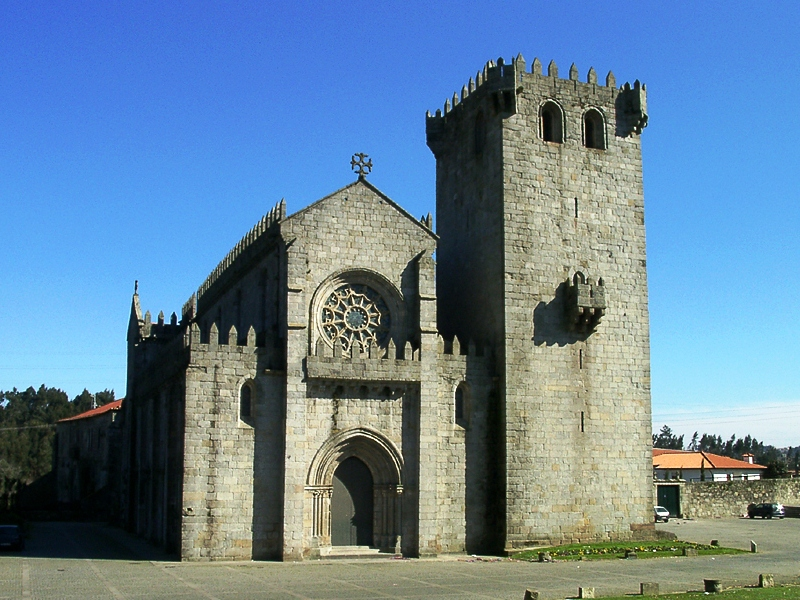
Kostel Panny Marie,Leça do Ba(i)lio

Většina portugalských gotických opevněných kostelů se příliš neodlišovala od ostatních chrámů,rozlišovaly je především mohutnější zdi či užší, výše položená okna. Opevněný kostel doplňovala věž, která měla charakter obranné věže středověkého hradu, a v některých případech byla přístupná pouze z kostela.
Kostely, které měly i vizuální podobu pevnosti, byly výjimkami.

#### Příklady portugalských opevněných kostelů
- Lisabon – Katedrála Panny Marie Větší (Sé de Lisboa) – dnešní stav ovlivněn rekonstrukcí po zemětřesení v r.1755.
- Leça do Ba(i)lio – Kostel Panny Marie (Igreja de Santa Maria de Leça do Ba(i)lio)
- Terena – Kostel Panny Marie v Boa Nově (Santuário de Nossa Senhora da Boa Nova). V odborné literatuře uváděn kostel, objekt je zmiňován i jako kaple.

### Mexiko
Řada křesťanských chrámů stavěných či přestavovaných v 16. století v Mexiku má prvky řadící je mezi opevněné kostely. Dle současných výkladů sice měly spíše symbolickou funkci, neboť množství útoků domorodých kmenů bylo poměrně nízké, avšak vicekrál Antonio de Mendoza y Pacheco v roce 1535 po příjezdu do Mexika zakázal jejich výstavbu, dokud nebyl poučen o jejich funkci a potřebnosti jejich výstavby.

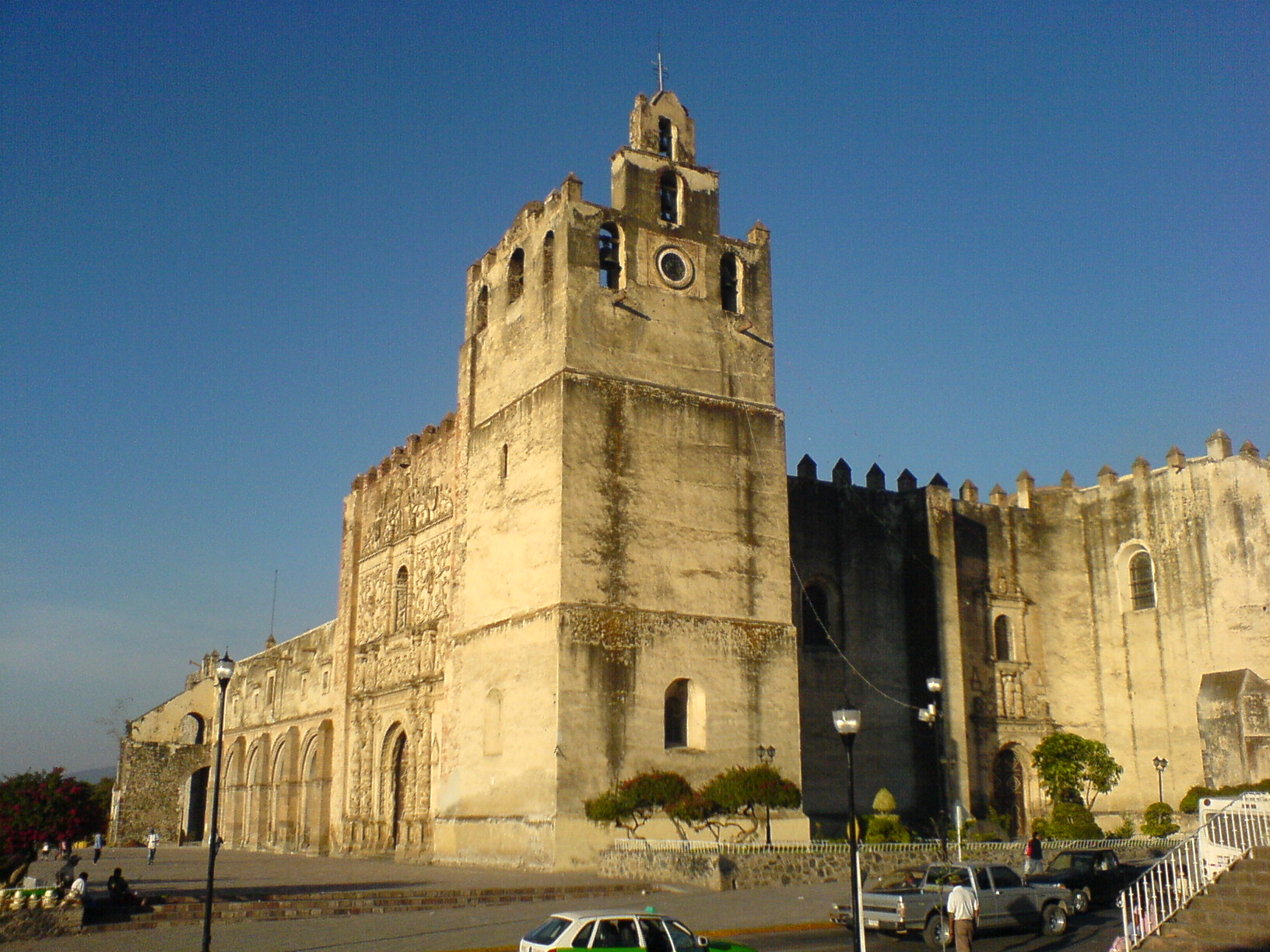
kostel sv. Augustina a část kláštera, Yuriria

### Zahraničí
- Pedro DIAS: A arquitectura gótica portuguesa, Estampa, Lisboa 1994,s.113–118.
- João GOUVEIA MONTEIRO, Maria Leonor PONTES: Castelos Portugueses, IPPAR, Lisboa, 2002, s. 27.
- Paulo PEREIRA: Arte Portuguesa, Temas e debates, Lisboa, 2011, s. 244.
- Gauvin BAILEY: Art of Colonial Latin America, London 2005.
- George KUBLER: Architects and Builders in Mexico: 1521–1550,Journal of the Warburg and Courtauld Institutes, Vol. 7 (1944), pp. 7–19.